# Robert Burchfield
Robert William Burchfield (ur. 27 stycznia 1923 w Whanganui, zm. 5 czerwca 2004 w Abingdon-on-Thames) – leksykograf.
Urodził się w Nowej Zelandii. Studiował język i literaturę angielską na Uniwersytecie Oksfordzkim. Pracował tamże jako wykładowca. W 1966 r. zaangażował się w leksykografię, współredagując Oxford Dictionary of English Etymology. W 1957 r. został redaktorem Supplement to the Oxford English Dictionary. Doprowadził do uwzględnienia w słowniku szerszej gamy słów (regionalizmów, potocyzmów, elementów slangu oraz terminologii fachowej).

## Wybrana twórczość
- Supplement to the Oxford English Dictionary (4 tomy, 1972–1986)
- The Spoken Word (1981)
- The English Language (1985)
- Studies in Lexicography (1987)
- Unlocking the English Language (1989)
- Cambridge History of the English Language, Vol. 5: English in Britain and Overseas (1994)
- Fowler's Modern English Usage (red., wyd. poprawione, 1998)